# Torsieslinger

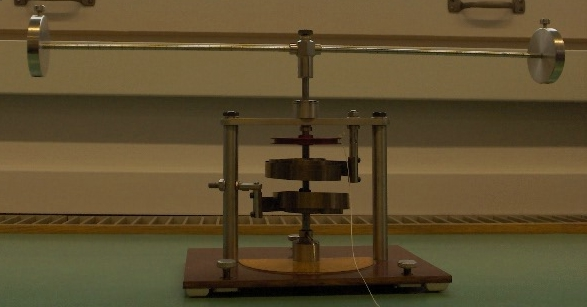
Een torsieslinger

Een torsieslinger is een slinger, die beweegt door het verdraaien van een draad. Hij bestaat uit een verticaal opgehangen draad, metalen band of dunne metalen staaf met aan het eind een dwarsstaaf als slingerlichaam. Bij het forceren van de draad om zijn as treedt torsiekracht op, die de slinger terugdrijft. De kinetische energie wordt bepaald door de draaisnelheid en het traagheidsmoment van de slinger en is daarmee onafhankelijk van de valversnelling g. De Hongaarse wetenschapper Loránd Eötvös is de geestelijke vader van de torsieslinger.

## Afleiding
Het draaimoment M is evenredig met de uitwijking en werkt deze tegen:
{\displaystyle M=-D\cdot \alpha }
met
D de torsieconstante en
α de uitwijkingshoek in radialen. Dit is de hoekvariant van de wet van Hooke.
Voor de torsieconstante D en de lengte van de torsiedraad l geldt
{\displaystyle l\sim {\frac {1}{D}}}
De wiskundige beschrijving van de torsieslinger onderscheidt zich nauwelijks van de andere slingers. De bewegingsvergelijking is de volgende differentiaalvergelijking
{\displaystyle I{\frac {d^{2}\alpha }{dt^{2}}}+C{\frac {d\alpha }{dt}}+D\alpha =0}
met
C de dempingsconstante en
I het traagheidsmoment van het slingerlichaam
De lineariteit van het draaimoment geldt tot grote uitwijkingshoeken, in het ideale geval zelfs tot de grens van de elasticiteit van de torsiedraad. Ook voor grotere uitwijkingen blijft de oplossing van de differentiaalvergelijking daardoor dezelfde, wat niet opgaat voor de andere slingers. Metingen aan een torsieslinger kunnen veel nauwkeuriger worden uitgevoerd.
Bij de gewone slinger bevat het moment van het gewicht een sinus-factor maar niet het moment van een torsiedraad. Daarom kan de differentiaalvergelijking van de torsieslinger opgelost worden zonder de benadering van kleine hoeken – zoals bij de gewone slinger – en is de slingerfrequentie in een groter gebied onafhankelijk van de amplitude. Bij een goede keuze van het lichaam van de slinger is de luchtweerstand en daarmee de demping gering. Deze eigenschappen maken de torsieslinger geschikt als onrust voor klokken – hoewel de afhankelijkheid van de temperatuur en de elasticiteit op de lange duur van de draad voor problemen kunnen zorgen.
Voor de draaifrequentie van een ideale torsieslinger geldt:
{\displaystyle f={\frac {1}{2\pi }}\cdot {\sqrt {\frac {D}{I}}}}
met
f de frequentie in hertz,
D de torsiesconstante en
I het traagheidsmoment van het slingerlichaam. Dit resultaat vindt men als oplossing van de differentiaalvergelijking.

## Beweging als functie van de tijd
Hoek: {\displaystyle \alpha (t)={\hat {\alpha }}\cdot \sin(2\pi {f}\cdot {t})}
Hoeksnelheid: {\displaystyle \omega (t)={\dot {\alpha }}(t)={\hat {\alpha }}\cdot (2\pi {f})\cdot \cos(2\pi {f}\cdot {t})}
Hoeversnelling: {\displaystyle \alpha _{1}(t)={\ddot {\alpha }}(t)=-{\hat {\alpha }}\cdot (2\pi {f})^{2}\cdot \sin(2\pi {f}\cdot {t})}

## Gebruik in onderwijs
Bij kleine eigen demping kan een goed controleerbare demping worden toegevoegd met wervelstromen. Dan kan gedempte lineaire slingering onderzocht worden.
- De eigenfrequentie {\displaystyle \omega _{0}} hangt niet af van de demping

- De eigenfrequentie is {\displaystyle \omega _{e}=\omega _{0}\cdot {\sqrt {1-d^{2}}}} met {\displaystyle d} de demping
- De resonantiefrequentie is {\displaystyle \omega _{r}=\omega _{0}\cdot {\sqrt {1-2d^{2}}}} en de resonantieversterkingsfactor is {\displaystyle {\frac {1}{2d{\sqrt {1-d^{2}}}}}}

## Technische toepassingen

### Uurwerk
De torsieslinger wordt in uurwerken met een draaislinger als onrust gebruikt. Vanwege de kleine demping kunnen deze heel lang (bijvoorbeeld een jaar) zonder opwinden lopen.

### Galvanometer
Andere toepassingen zijn vergelijkbaar met de torsieslinger. De slingereigenschappen zijn hier alleen nodig ter berekening en dimensionering van de demping:
- Draaispoelinstrumenten zoals de galvanometer (spiegelgalvanometer)